# Letter en geest
Letter en geest. Een spookverhaal is het derde boek van de Nederlandse schrijver Frans Kellendonk, dat verscheen in maart 1982.

## Geschiedenis
In 1980 werd dit verhaal van Kellendonk aangekondigd onder de titel De waarnemer. In april 1981 verscheen het laatste hoofdstuk van dit spookverhaal als voorpublicatie. Het boek verscheen in maart 1982 bij Kellendonks vaste uitgever Meulenhoff.
In 1994 verscheen het spookverhaal in de bibliofiele reeks van Stichting De Roos in een oplage van 175 genummerde exemplaren als De Roos-uitgave nummer 146. Die uitgave was geïllustreerd door Jacques Janssen (1922-2011). In de handelseditie eindigt de uitgave met de woorden "onbeweeglijk als een punt" waarna geen interpunctie (de punt) meer volgt; in deze editie van de Roos is wel als laatste een punt gedrukt.
In zijn publicatie Legato con amore in un volume suggereert Janus Linmans dat het verhaal zich grotendeels afspeelt in de Universiteitsbibliotheek Leiden, waar Kellendonk van 1 januari tot 30 april 1979 als vakreferent werkzaam was.

### Voorpublicatie
- 'De laatste rit', in: De Revisor 8 (1981) 2 (april), p. 2-5.

### Boekpublicaties
- Letter en geest. Een spookverhaal. Amsterdam, Meulenhoff. Maart 1982.
- Letter en geest. Een spookverhaal. Met tekeningen van Jacques Janssen. Utrecht, Stichting De Roos, 1994.
- 'Letter en geest. Een spookverhaal', in: Het complete werk. Amsterdam, Meulenhoff, 1992, p. 199-288.

Bouwval · John & Richard Marriott · De nietsnut · Letter en geest · Namen en gezichten · Aantekeningen uit de nieuwe wereld · Het werk van de achtste dag · Hier schiet elk woord wortel · Mystiek lichaam · Muren · De veren van de zwaan · Geschilderd eten · De halve wereld · Het complete werk · De brieven · Het onstoffelijke boek · Uw horoscoop · Homoseksualiteit